# Güneşi beklerken
Güneşi beklerken (срп. Чекајући сунце) турска је телевизијска серија, снимана 2013. и 2014.

## Радња серије
Џихан, Демет и Жале су три јако блиска пријатеља који живе у граду Гољаз у Бурси. Демет и Жале су заљубљене у Џихана, звезду кошарке. Џихан и Демет почињу да се забављају не знајући да је и Жале такође заљубљена у њега. Kада Демет сазна да је остала трудна са Џиханом, оставља писмо Жале које треба да преда Џихану у коме му саопштава да је трудна и да су је родитељи избацили из куће. Међутим, Жале то писмо не предаје Џихану и годинама му прећуткује да има ћерку.
Прошло је много година, Џиханова и Деметина ћерка Зејнеп је сада одрасла девојка. Демет мислећи да ју је Џихан оставио говори Зејнеп лаж, да је њен отац морепловац који је нестао у једној поморској несрећи. Демет и Зејнеп воде срећан живот у Гољазу. Након банкрота бутика који води Демет, она добија позив од најбоље пријатељице Жале да дође у Истанбул да ради, и будући да је Зејнеп добра у трчању, упише је на Сајер Колеџ, где је Жале директорка. Зејнеп првог дана школе долази у сукоб са Kеремом Сајером, сином власника школе.
Kерем уз Мелисину помоћ затвара Зејнеп у кућу страве у луна парку где настаје пожар из којег Зејнеп спашава Бариш, Керемов друг из детињства. Након што ју је Бариш спасао из пожара Зејнеп одлази код Kерема да поравнају рачуне, међутим он бесан улази у ауто и креће ка месту несреће где је његов брат погинуо, она полази заједно са њим. У току вожње аутомобилу откажу кочнице и они на срећу преживљавају несрећу и остају сами у шуми.
Kада Kерем схвати да је освојио Зејнепино поверење одлучи да јој се освети заједно са Мелисом, тако што ће јој пронаћи лажног оца кога је изгубила у поморској несрећи. Зејнеп сазнаје за њихов план и одлучи да исценира свој нестанак уверавајући их да је мртва.
Због свега што се издогађало Зејнеп јако мрзи Kерема и схвата да јој се Бариш свиђа. Бариш је заљубљен у Мелису, Мелиса у Kерема, Аксел у Мелису, а Бегум у Бариша и око њих се меша пуно догађаја и пуно скривања од сунца и тамне стране породице Сајер, о којој Бариш и Kерем не знају ништа.
Зејнеп покушава да пронађе свог изгубљеног оца. Односи између Зејнеп и Мелис су стално на литици. Зејнеп се заљубљује у Kерема али јој је јако тешко да призна свима јер ризикује да посвађа два најбоља друга.
Остварује се главни Жалеин циљ довођења мајке и ћерке у Истанбул, а то је да споји Демет, Џихана и Зејнеп, када Зејнеп сазнаје ко је њен отац. Kерем признаје Зејнеп своју љубав према њој, такође и Зејнеп признаје Kерему да је заљубљена у њега. Њих двоје остају заједно, а у последњој епизоди су венчани и прослављају први рођендан своје ћерке Масал. 

## Ликови
- Зејнеп Јилмаз (Ханде Догандемир) је осамнаестогодишња храбра и паметна девојка која је принуђена да промени свој живот из корена, мењајући град, пријатеље и начин живота. Веома жали што никад није упознала свог оца. Јако је бунтовна и заштитнички настројена, жељна да постигне правду. Први дан када је дошла у школу напала је Kерема, који је малтретирао људе из школе, и ушла у сукоб са њим покушавајући да спасе друга кога су малтретирали. Иако је према Kерему у почетку осећала огромну мржњу, та мржња је прерасла у огромну љубав.

- Kерем Сајер (Kерем Бурсин) је син власника средње школе у којој иде, понаша се јако умишљено, као да је његов цео свет. У суштини, све то ради јер је жељан љубави и пажње. Kад се заљуби постаје јако пријатан и брижан, за љубав и пријатеље је спреман на све. Очаран је Зејнепином појавом, њеним карактером и ставом. Иако му је мало сметало то што му се стално супротставља, он се заљубљује у њу и обожава то што је она једина девојка која му се супротставила и увиђа да имају сличне особине.

- Демет Јилмаз (Ебру Ајкач) је брижна самохрана мајка која покушава да све приушти својој ћерки. Њу је издала најбоља другарица када јој је била најпотребнија. Kада је остала трудна са Зејнеп родитељи су је избацили из куће а другарца није пренела оцу њеног детета да је она трудна и она почиње сама да се бори за себе и своје дете. Након банкрота бутика који води, она добија позив од најбоље пријатељице да дође у Истанбул да ради, и будући да је Зејнеп добра у трчању, упише је у Сајер Kолеџ.

- Мелиса Гузел (Јагмур Танрисевсин) је умишљена, себична млада девојка, Зејнепина сестра по оцу. Заљубљена је у Kерема и покушава на све начине да га освоји. Много је љубоморна на Зејнеп и стално јој загорчава живот. Мелисина мајка је позната турска глумица и манекенка Тулин. Због превеликог стреса, депресије Мелис оболева од булимије, и једва прихвата да иде у болницу на лечење.

- Бариш Ердоган (Исмаил Еге Шашмаз) је момак коме су родитељи страдали када је био јако мали. Живи са баком и његов најбољи пријатељ је Kерем. Врло је нежан, осетљив, брижан и вредан момак. У почетку је заљубљен у Мелису али га касније очара Зејнеп и због ње је јако патио и изгубио веру у људе.

## Улоге
| ! Глумац:          | Улога:              | Епизода:  |
| ------------------ | ------------------- | --------- |
| Емре Кинај         | Џихан Гузел         | 1-54      |
| Ханде Догандемир   | Зејнеп Јилмаз Сајер | 1-54      |
| Керем Бурсин       | Керем Сајер         | 1-54      |
| Јагмур Танрисевсин | Мелиса Гузел        | 1-54      |
| Исмаил Еге Шашмаз  | Бариш Ердоган       | 1-54      |
| Ебру Ајкач         | Демет Јилмаз Гузел  | 1-54      |
| Гокче Јанардаг     | Тулин               | 1-54      |
| Дениз Туркер       | Жале                | 1-54      |
| Мерве Хазер        | Јагмур              | 1-54      |
| Ефеџан Шенолсун    | Џан                 | 1-54      |
| Хасан Шахинтурк    | Ахмет Сајер         | 1-54      |
| Џанер Шимшек       | Корај Сајер         | 1-32; 36- |
| Симај Кучук Туна   | Сегвим Сајер        | 1-54      |
| Еџе Диздар         | Мелда               | 1-54      |
| Озан Османпашаоглу | Аксел Варол         | 18-54     |
| Нилај Дениз        | Бегум Варол         | 21-54     |
| Хале Акинли        | Бехиче              | 1-54      |
| Емре Торун         | Мехмет Варол        | 22-54     |
| Јигит Озјер        | Седат               | 1-54      |
| Демет Севим        | Ајдан               | 22-38     |
| Џанер Шимшек       | Корај Сајер         | 32-36     |
| Еџе Бозјака        | Дилан               | 1-54      |
| Селен Коркутан     | Мерве               | 35-54     |
| Елејн Молберг      | Џејн                | 33-       |
| Дерја Алдемир      | Нургул              | 1-54      |
| Емрах Озчелик      | Уфук                | 1-54      |
| Левент Јилмаз      | Осман               | 37-       |